# Protohistorie
Protohistorie ("vroege geschiedenis") of protohistorische periode is de overgangsperiode van prehistorie naar oudheid of geschiedenis, waarbij de betreffende beschaving zelf nog niet over een schrift beschikt, maar wel beschreven wordt door buurvolkeren die wel al over een schrift beschikken.

## Referentie
- B.A. Kipfer, art. protohistory, in B.A. Kipfer, Encyclopedic Dictionary of Archaeology, New York, 2000, pp. 457-458.